# Heterolocha elaiodes
Heterolocha elaiodes là một loài bướm đêm trong họ Geometridae.